# بلدة كاوكاولين (ميشيغان)
كاوكاولين (بالإنجليزية: Kawkawlin Township, Michigan)‏ هي بلدة تقع بولاية ميشيغان في الولايات المتحدة. تبلغ مساحتها 107.4 (كم²)، وترتفع عن سطح البحر 183 م، بلغ عدد سكانها 4848 نسمة في عام تعداد الولايات المتحدة 2010 حسب إحصاء مكتب تعداد الولايات المتحدة وتصل الكثافة السكانية فيها 57.8 نسمة/كم2.

## وصلات خارجية
- www.kawkawlintwp.org
- The US50 - Cities and Towns in Michigan State
- Michigan Cities and Towns, Facts, Map, Flag, Colleges, Government, and More